# Фокион
Фокион (на старогръцки: Φωκίων; на латински: Phocion, Phokion, * ок. 402/401 пр.н.е., † 318 пр.н.е. в Атина) е атински политик и генерал.
Той е син на Фок (Φώκος, Phokos) от знатното общество в Атина. Фокион е ученик на Платон. След следването си той се присъединява към Хабрий (Χαβρίας, Chabrias) от (Aixone). Заедно с него той участва през 376 пр.н.е. в морската битка при Наксос.
Отличава се като генерал и в битки в Азия и против Персия. Фокион е избран за 45-и път за стратег и е такъв с малки прекъсвания от 371/370 до 319/318 пр.н.е.
През 349 или 348 пр.н.е. той се бие успешно в Евбея и Кипър, по-късно в Мегара, и след това отново в Евбея. През 339 пр.н.е. той тръгва против войските на Филип Македонски пред Византион.
През 322 пр.н.е. след битката при Кранон той преговаря като представител на Атина за мир с Антипатър.
Малко след това Фокион допуска окупирането на Пирея от войската на Касандър, заради което е осъден в Атина на смърт чрез отравяне през май 318 пр.н.е.
В Успоредни животописи Плутарх описва живота на Фокион.